# Mulukunte, Tumkur
Mulukunte là một làng thuộc tehsil Tumkur, huyện Tumkur, bang Karnataka, Ấn Độ.